# Tatort: Es grünt so grün, wenn Frankfurts Berge blüh’n
Es grünt so grün, wenn Frankfurts Berge blüh’n ist ein Fernsehfilm aus der Krimireihe Tatort. Der vom Hessischen Rundfunk produzierte Beitrag ist die 1274. Tatort-Episode und wurde am 29. September 2024 im SRF und im Ersten ausgestrahlt. Das Frankfurter Ermittlerduo Janneke und Brix ermittelt in seinem 19. und letzten Fall.

## Handlung
Dr. Tristan Grünfels, Psychologe und Opferbetreuer für die Frankfurter Polizei, ist mit seinem Leben überfordert. Immer wieder hat er Aussetzer, führt Selbstgespräche und flüchtet sich in die imaginären Landschaften seiner Gemälde. Während er sich selbst dabei beobachtet, wie er in die Schizophrenie abgleitet, verliert er auch die Verbindung zu seiner ohnehin dysfunktionalen Familie. Als er eines Morgens auf dem Weg zu seiner Praxis einige Landschaftsgemälde vom Sperrmüll einsammelt, will ihn eine Politesse wegen Falschparkens belangen. Als sie sich über die Bilder lustig macht, erschlägt er sie mit einem der Bilder. Er fährt zur Polizei, um seine Tat zu gestehen, kommt aber nicht dazu. Stattdessen wird er durch ein Missverständnis zum Opferberater der Angehörigen und begleitet Janneke und Brix ungewollt bei den Ermittlungen zu dem Mordfall.
Während seine innere Stimme und die Politesse, die Grünfels als Halluzination erscheint, ihn immer wieder ermahnen, sich der Polizei zu stellen, verkompliziert sich die Situation zusehends: Seine Frau hat eine Affäre mit ihrem Masseur. Als Grünfels mit diesem das Gespräch sucht, erfährt er, dass seine Frau bereits einen Scheidungsanwalt kontaktiert hat und sogar versucht, von dem Masseur schwanger zu werden. Darauf tötet Grünfels auch ihn. Doch später stellt sich heraus, dass der positive Schwangerschaftstest, den er im Nachhinein zu Hause findet, von seiner Tochter stammt. Sie ist schwanger von ihrem Freund Ersun, den Grünfels nicht ausstehen kann. Sein Sohn zieht es derweil vor zu kiffen, statt zur Schule zu gehen.
Gleichzeitig legt sich Brix mit der Rotlichtgröße Leonardo Muller an, von dem er glaubt, dass er einen seiner Informanten auf dem Gewissen hat. Muller erpresst wiederum Grünfels’ Bruder Hagen wegen dessen Spielschulden. Hagen bittet Tristan um die Begleichung seiner Schulden, dieser willigt ein, und während der Übergabe wird Hagen angeschossen. Tristan legt ihn vor der Notaufnahme eines Krankenhauses ab. In der Ausstellung des Digitalkünstlers Ersun kommt es zum Showdown und einer Schießerei zwischen Tristan Grünfels, Leonardo Muller und dessen Handlangern. Dabei kommen sowohl Grünfels als auch Muller zu Tode.
Mullers Handlanger Sandro, dem Brix im Vorfeld zweimal hintereinander die Nase gebrochen hatte, sinnt auf Rache und befestigt eine Bombe am Auto von Brix. Brix und Janneke fahren nach einem Liederabend zusammen nach Hause und es deutet sich eine romantische Wendung in deren Beziehung an. Dann explodiert die Bombe und Brix’ Auto geht in Flammen auf. Damit endet der letzte Fall von Janneke und Brix.

## Hintergrund
Der Film wurde vom 8. November 2023 bis zum 19. Dezember 2023 an 25 Drehtagen in Frankfurt am Main gedreht. Die Premiere lief am 28. August 2024 auf dem Festival des deutschen Films in Ludwigshafen am Rhein.
Der Eintracht-Frankfurt-Spieler Timothy Chandler hat in dieser Folge einen Cameo-Auftritt als Reinigungskraft, eine Anspielung auf das Eintracht Frankfurt-TV-Format Chandlers Room Service. In der Serie säubert Chandler während des Trainingslagers die Zimmer seiner Mitspieler. In der Tatort-Folge reinigt er die Praxis von Tristan Grünfels und kommentiert die beeindruckende Sauberkeit mit den Worten „Das ist halt mein Job.“

## Rezeption

### Kritiken
„»Fight Club« trifft deutsche Romantik: Matthias Brandt spielt seinen Schizo als Kulturbürger mit kurzer Lunte, der in Berg- und Nebel-Panoramen sein Innenleben gespiegelt sieht und seine Vernichtungsfeldzüge gegen Zeitgenossen vor sich selbst als idealistische Weltverbesserungsmaßnahme rechtfertigt. Ein Psychothriller, der sowohl nach Blut als auch nach Bergluft riecht. […] Zum Abschied von Margarita Broich und Wolfram Koch gibt es große Krimikunst.“

„Die wollen es noch einmal wissen. Wie weit kann man gehen im Frankfurter Tatort mit Janneke und Brix? Sehr weit. Und führt der Weg nicht in die Irre, und ist die Irre nicht ein anderes Wort für völligen Blödsinn? Aber ja. Sie bleiben sich damit gewissermaßen auch treu.“

„Anna Janneke (Margarita Broich) und Paul Brix (Wolfram Koch) feiern ihren „Tatort“-Abschied mit einer unterhaltsamen Thrillerkomödie: Allerdings drückt vor allem der famose Matthias Brandt der 19. und letzten Episode des Frankfurter HR-Teams seinen Stempel auf. […].“

### Einschaltquoten
Die Erstausstrahlung von Es grünt so grün, wenn Frankfurts Berge blüh’n am 29. September 2024 wurde in Deutschland von 6,06 Millionen Zuschauern gesehen und erreichte einen Marktanteil von 22,2 % für Das Erste.

### Auszeichnungen
Der Film wurde für den Rheingold Publikumspreis 2024 auf dem Festival des deutschen Films in Ludwigshafen am Rhein nominiert.